# Mircea Frățică
Mircea Frățică (n. 14 iulie 1957, Pogoanele, România) este un judoka român, laureat cu bronz la Los Angeles 1984.